# Thai Binh
Thai Binh (på vietnamesiska Thái Bình) är en stad i Vietnam och är huvudstad i provinsen Thai Binh. Folkmängden uppgick till 182 982 invånare vid folkräkningen 2009, varav 106 915 invånare bodde i själva centralorten.